# Hottope genannt Bertram

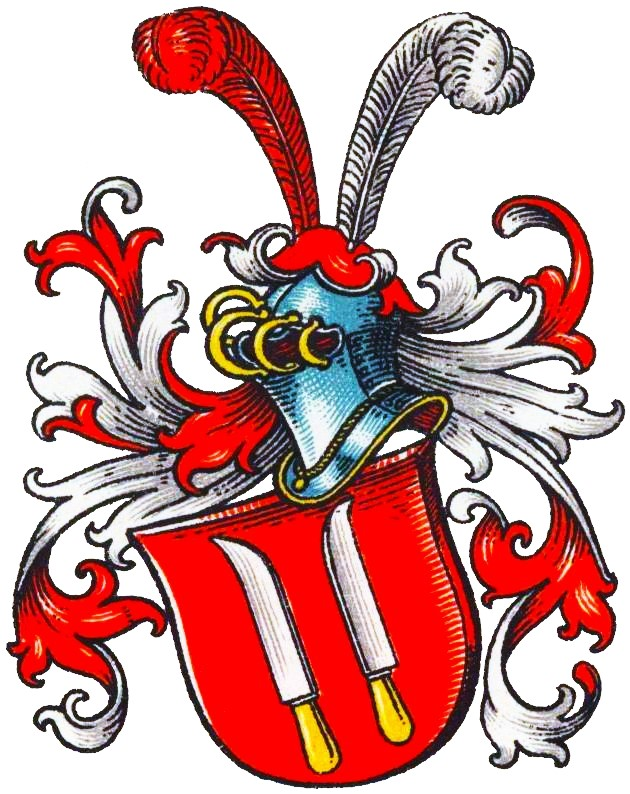
Wappen derer von Hottope genannt Bertram im Wappenbuch des Westfälischen Adels

Hottope genannt Bertram (auch: Hotpe o. ä.) ist der Name eines erloschenen westfälischen Adelsgeschlechts.
Die Familie ist von dem ebenfalls westfälischen, aber wappenverschiedenen (drei Fenster) Adelsgeschlecht Hottope (auch Hoppecke), dessen Stammsitz bei Marsberg lag, zu unterscheiden.

## Geschichte
Das Geschlecht war zu Geseke begütert. 1401 verpfändeten Tilemann von Hottope, Friedrich sein Sohn, Metta, seine Tochter, verheiratet mit Johann von der Scharpenberg, alle ihre Güter. 1408 erschienen Sweder von Hottope und seine Frau Fye.
1601 reversierte Gerlach von Hotpe (Hottope) genannt Bertram zu Geseke dem Abt Leonhard Ruben zu Abdinghof die Belehnung mit den Gütern Mesendaell und Reipenstede zu Husede im Feld vor Geseke.
Ursula Hottope genannt Bertram war in erster Ehe mit dem Soester Stadtsekretär Peter Merckelbach verheiratet. Als Witwe heiratete sie Gerhard Klotz (* um 1579, † 1650), aus dem Soester Patriziergeschlecht Klotz, der ab 1629 mehrfacher Soester Bürgermeister war. Die Eltern der Ursula von Hottope genannt Bertram waren der o. g. Gerlach von Hottope genannt Bertram und dessen Ehefrau Walburg Meiburg. Letztere schenkte 1625 als Witwe ihrem Schwiegersohn Gerhard Klotz alle Güter, die dieser aus dem strittigen Nachlass der Hottope genannt Bertram erstreiten konnte.

## Wappen
Blasonierung: In Rot zwei mit den Rücken gegeneinander gekehrte silberne Messer mit goldenen Griffen. Auf dem Helm mit rot-silbernen Helmdecken eine (rechts) rote und eine silberne Straußenfeder.